# Idris Muhammad

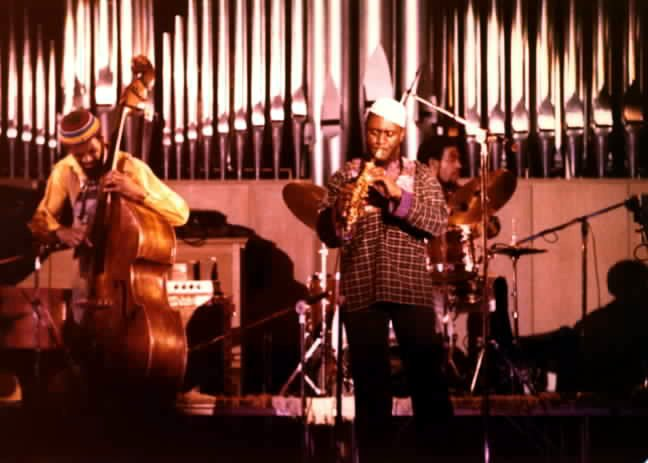
Idris Muhammad (Hintergrund) mit Reggie Workman und Pharoah Sanders, 1978

Idris Muhammad (* 13. November 1939 in New Orleans als Leo Morris; † 29. Juli 2014 in Fort Lauderdale) war ein US-amerikanischer Jazz-Schlagzeuger.

## Leben und Karriere
Leo Morris spielte seit dem sechzehnten Lebensjahr Schlagzeug, zunächst in lokalen Tanzbands. Er nahm auch mit Fats Domino auf (Blueberry Hill) und begleitete dann Larry Williams, Lloyd Price, Sam Cooke, Jerry Butler und andere R&B- bzw. Soulmusiker. Seit 1967 arbeitete er in den Soul-Jazz-Formationen von Lou Donaldson (Alligator Boogaloo), Gene Ammons, George Benson, Charles Earland (Black Talk), Grant Green und Charles Kynard. Darüber hinaus war er an den Broadway-Aufführungen von Hair beteiligt sowie ab 1970 Hausdrummer des Prestige-Label. In dieser Zeit legte er zwei wichtige Alben unter eigenem Namen vor (Black Rhythm Revolution 1970, Peace and Rhythm 1971). Nachdem er Mitte der 1970er Jahre drei Fusion-Alben für Creed Taylors Label Kudu aufgenommen hatte (Power of Soul, House of the Rising Sun und Turn This Mutha Out) entstand um 1980 für das Avantgarde-Label Theresa das Album Kabsha mit George Coleman, Pharoah Sanders und Ray Drummond; 1998 folgte das Improvisations-Projekt Right Now mit Gary Bartz, George Coleman, Joe Lovano und Curtis Lundy.
Ab 1973 war er Mitglied in der Big Band von Hank Crawford. Er arbeitete weiterhin in den Bands von Harold Mabern, Johnny Griffin, George Coleman, John Hicks sowie Pharoah Sanders und ging auch mit Emerson, Lake and Palmer und Roberta Flack auf Tournee. Ende der 1970er versuchte sich Muhammad auch im Disco-Genre und nahm Alben wie Boogie to the Top in diesem Stil auf. Mitte der 1980er Jahre arbeitete er mit Larry Goldings auf der Queen Elizabeth 2 und war an der Einspielung von Hamiet Bluietts Album Live at Carlos beteiligt. Muhammad wirkte außerdem an Aufnahmen von Randy Weston, Eric Alexander (Solid, 1998), John Hicks und dem Keystone Trio, Andrew Hill (Grass Roots), Lou Donaldson, Joe Lovano/Greg Osby, Tete Montoliu, David Murray (Fast Life, 1993), Houston Person, Sonny Rollins und Sonny Stitt mit. Seit 1995 arbeitete er regelmäßig mit Ahmad Jamal und wirkte mit Coleman an dessen Album A L'Olympia (2000) mit.
Wie andere schwarze Jazzmusiker konvertierte Muhammad in den 1960er Jahren zum Islam und änderte seinen Namen. 1966 heiratete er Dolores „LaLa“ Brooks, ein ehemaliges Mitglied der US-amerikanischen Mädchen-Gesangsgruppe The Crystals. Auch sie trat zum Islam über und nahm den Namen Sakinah Muhammad an. Mit ihr wurde Idris Muhammad Vater zweier Söhne und zweier Töchter; die Ehe wurde 1999 geschieden.
Seine Autobiografie Inside The Music: The Life of Idris Muhammad erschien 2012.

## Diskographische Hinweise

### Als Bandleader
- Power of Soul (CTI Records, 1974) mit Randy Brecker, Grover Washington Jr., Bob James, Joe Beck, Gary Kind, Ralph McDonald
- House of the Rising Sun (CTI, 1976)
- Kabsha (Evidence, 1980) mit George Coleman, Pharoah Sanders, Ray Drummond
- My Turn (Lipstick, 1993)
- Right Now (Cannonball 1998) mit Gary Bartz, George Coleman, Joe Lovano, Curtis Lundy
- Mating Call (JMood, 2010) mit Roberto Magris, Paul Carr, Michael O’Neill und Elisa Pruett

### Als Sideman
für Lou Donaldson
- 1967: Alligator Bogaloo (Blue Note; als Leo Morris)
- 1967: Mr. Shing-A-Ling (Blue Note, 1968; als Leo Morris)
- 1968: Midnight Creeper (Blue Note; als Idris Muhammad)
- 1968: Say It Loud! (Blue Note, 1969)
- 1969: Hot Dog (Blue Note)
- 1970: Everything I Play is Funky (Blue Note)
- 1970: Pretty Things (Blue Note)
- 1970: The Scorpion (Blue Note)

für Grant Green
- 1969: Carryin' On (Blue Note, 1970)
- 1970: Green Is Beautiful (Blue Note)
- 1970: Alive! (Blue Note)
- 1971: Live at Club Mozambique (Blue Note; 2006)

für Donald Byrd
- 1969: Fancy Free (Blue Note)

für Reuben Wilson
- 1969: Love Bug (Blue Note), mit Grant Green und Lee Morgan

für Charles Earland
- 1969: Black Talk! (Prestige, 1970)

für Horace Silver
- 1970: That Healin’ Feelin’ (Blue Note)

für Charles Kynard
- 1970: Wa-Tu-Wa-Zui (Beautiful People) (Prestige, 1971)

für Melvin Sparks
- 1970: Sparks! (Prestige)
- 1971: Spark Plug (Prestige)
- 1972: Akilah! (Prestige)

für Leon Spencer
- 1970: Sneak Preview! (Prestige, 1971)
- 1971: Louisiana Slim (Prestige)
- 1972: Bad Walking Woman (Prestige)
- 1972: Where I'm Coming From (Prestige, 1973)

für Pharoah Sanders
- 1980: Live at Fabrik, Hamburg 1980 (ed. 2023)

für Roberto Magris
- 2010: Mating Call! (JMood, 2010)

## Lexigrafische Hinweise
- Ian Carr, Digby Fairweather, Brian Priestley: Rough Guide Jazz. Der ultimative Führer zur Jazzmusik. 1700 Künstler und Bands von den Anfängen bis heute. Metzler, Stuttgart/Weimar 1999, ISBN 3-476-01584-X.
- Leonard Feather, Ira Gitler: The Biographical Encyclopedia of Jazz. Oxford University Press, New York 1999, ISBN 0-19-532000-X.
- Wolf Kampmann (Hrsg.), unter Mitarbeit von Ekkehard Jost: Reclams Jazzlexikon. Reclam, Stuttgart 2003, ISBN 3-15-010528-5.
- Martin Kunzler: Jazz-Lexikon. Band 1: A–L (= rororo-Sachbuch. Bd. 16512). 2. Auflage. Rowohlt, Reinbek bei Hamburg 2004, ISBN 3-499-16512-0.

### Nachrufe
- Jeff Tamarkin: Idris Muhammad, Drummer Who Crossed Genre Lines, Dies at 74 In: JazzTimes vom 31. Juli 2014. (englisch)
- Nate Chinen: Idris Muhammad, Drummer Whose Beat Still Echoes, Dies at 74 In: The New York Times vom 8. August 2014. (englisch)

### Musikbeispiele
- Lou Donaldson feat. Leo Morris: Who’s Making Love auf YouTube
- Leon Spencer feat. Idris Muhammad: Message from The Meters auf YouTube
- Grant Green feat. Idris Muhammad: Ease Back auf YouTube
- Bob James feat. Idris Muhammad: Take Me to the Mardi Gras auf YouTube